# كارول باربي
كارول باربي (بالإنجليزية: Carol Barbee)‏ هي كاتبة سيناريو ومنتجة تلفزيونية وممثلة أمريكية، ولدت في 22 مايو 1959 في كونكورد في الولايات المتحدة.

## أعمال

### أفلام
- موت قاسي 2[4][5][6]

### مسلسلات
- تاتش

## وصلات خارجية
- كارول باربي على موقع IMDb (الإنجليزية)
- كارول باربي على موقع ألو سيني (الفرنسية)
- كارول باربي على موقع أول موفي (الإنجليزية)
- كارول باربي على موقع قاعدة بيانات الفيلم (الإنجليزية)
- كارول باربي على موقع كينوبويسك (الروسية)